# Dasylobus
Genre
Synonymes
- Eudasylobus Roewer, 1911
- Euplatybunus Roewer, 1912
- Parazacheus Lerma, 1952

Dasylobus est un genre d'opilions eupnois de la famille des Phalangiidae.

## Distribution
Les espèces de ce genre se rencontrent dans le bassin méditerranéen.

## Liste des espèces
Selon World Catalogue of Opiliones (29/04/2021) :
- Dasylobus amseli (Roewer, 1956)
- Dasylobus arcadius (Roewer, 1956)
- Dasylobus argentatus (Canestrini, 1872)
- Dasylobus australis Simon, 1899
- Dasylobus beschkovi (Staręga, 1976)
- Dasylobus cyrenaicus (Caporiacco, 1934)
- Dasylobus echinifrons Simon, 1879
- Dasylobus eremita Simon, 1878
- Dasylobus ferrugineus (Thorell, 1876)
- Dasylobus fuscus (Roewer, 1911)
- Dasylobus gestroi (Thorell, 1876)
- Dasylobus graniferus (Canestrini, 1872)
- Dasylobus ibericus (Rambla, 1967)
- Dasylobus insignitus (Roewer, 1912)
- Dasylobus kulczynskii Nosek, 1905
- Dasylobus nevadensis Prieto & Martín, 2010
- Dasylobus nigricoxis Simon, 1878
- Dasylobus nivicola Simon, 1879
- Dasylobus samniticus Lerma, 1952

## Publication originale
- Simon, 1878 : « Descriptions d'Opiliones (faucheurs) nouveaux de la faune circa-Méditerranéenne. » Annales de la Société Royale Zoologique de Belgique, Comptes rendus des séances, vol. 21, p. 215-224 (texte intégral).